# Оксихлорид селена
Оксихлорид селена — неорганическое соединение селена, кислорода и хлора (оксохлорид) с формулой SeOCl2, желтоватая или бесцветная жидкость, разлагается в воде.

## Получение
- Реакция при нагревании диоксида селена и тетрахлорида селена:

{\displaystyle {\mathsf {SeO_{2}+SeCl_{4}\ {\xrightarrow {200^{o}C}}\ 2SeOCl_{2}}}}

## Физические свойства
Оксихлорид селена образует желтоватую или бесцветную гигроскопичную жидкость, которая дымит во влажном воздухе.
Растворяется в сероуглероде, хлороформе, тетрахлорметане, бензоле.

## Химические свойства
- Реагирует с водой:

{\displaystyle {\mathsf {SeOCl_{2}+2H_{2}O\ {\xrightarrow {}}\ H_{2}SeO_{3}+2HCl}}}
При 180 °C разлагается:
{\displaystyle {\ce {SeOCl2 -> SeCl4 + SeO2}}}
Реагирует с щелочью:
{\displaystyle {\ce {SeOCl2 + 4NaOH -> Na2SeO3 + 2NaCl + 2H2O}}}

## Применение
- Хлорирующий агент.
- Растворитель и компонент растворителей для жидкостных лазеров.
- Пластификатор для полимеров (в химической промышленности).
- Промежуточный продукт для получения высокочистого селена.

## Взрыво- и пожароопасность
Вещество негорюче, но многие реакции могут привести к взрыву.

## Физиологическое действие
Вещество токсично. ПДК 0,01 мг/л. При попадании на кожу и в глаза оксихлорид селена вызывает раздражение. Взрыво- и пожаробезопасен.
Как и другие соединения селена, на животных хлористый селенил оказывает общетоксическое действие. ЛД50 на крысах — 30 мг/кг.